# Thor-Agena

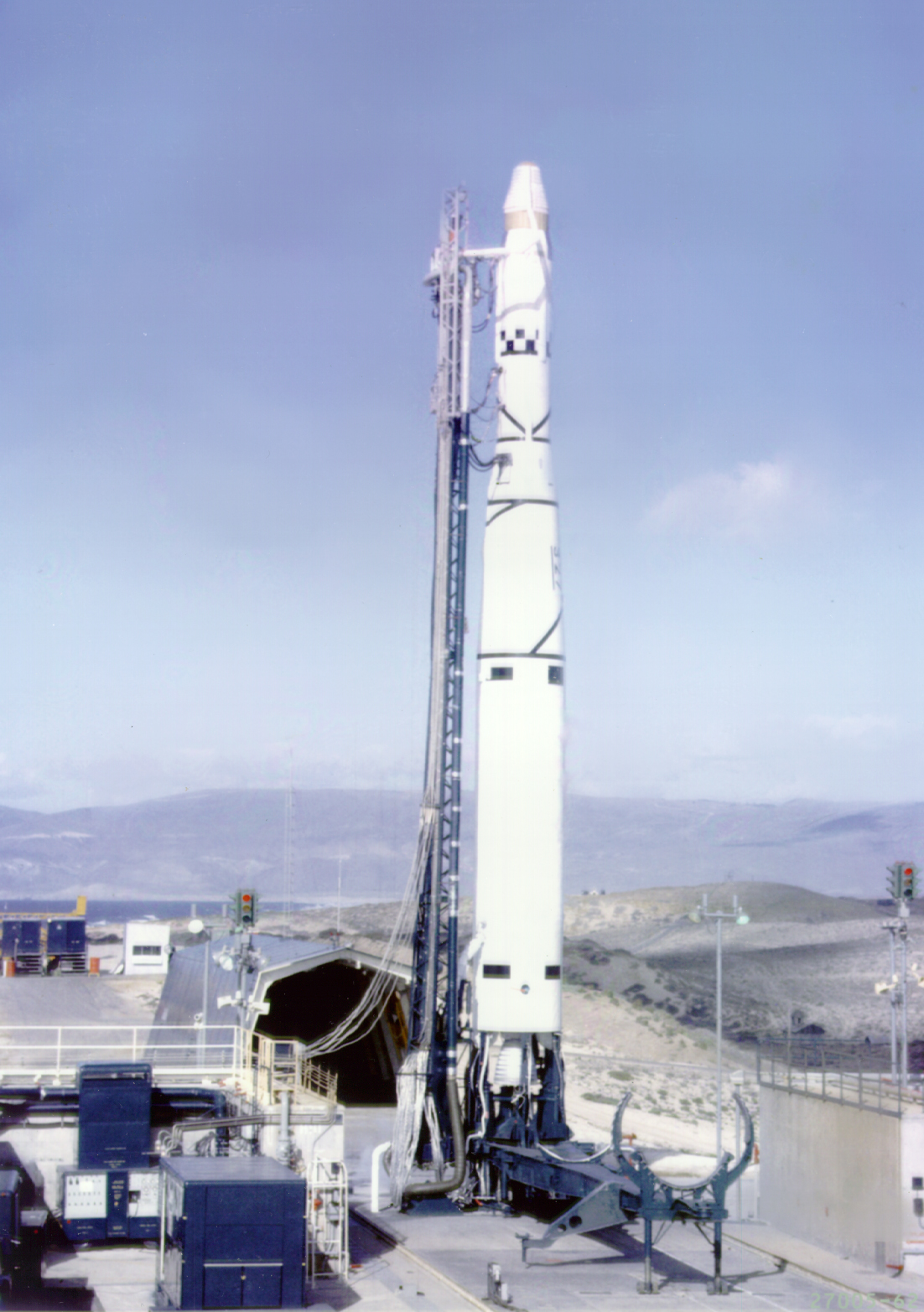
Un vehículo de lanzamiento Thor-Agena, listo para lanzar la nave espacial Discoverer 37 (KH-3)), el 13 de enero de 1962

Thor-Agena era una serie de vehículos de lanzamiento orbitales. Los cohetes utilizaron la primera etapa Thor construida por Douglas y las segundas etapas Agena construidas por Lockheed. Por lo tanto, son primos del más famoso Thor-Deltas, que fundó la familia de cohetes Delta. El primer intento de lanzamiento de un Thor-Agena fue en enero de 1959. El primer lanzamiento exitoso fue el 28 de febrero de 1959, con el lanzamiento del Discoverer 1 . Fue el primer cohete de dos etapas en poner un satélite en órbita.

## Usos
Entre otros usos, el programa clandestino CORONA utilizó Thor-Agenas desde junio de 1959 hasta enero de 1968 para lanzar satélites de reconocimiento militar de los Estados Unidos operados por la CIA . Durante este programa, los vehículos de lanzamiento Thor-Agena se utilizaron en 145 intentos de lanzamiento ahora se sabe que han formado parte de programas de vigilancia por satélite.
Además, se lanzó Alouette 1 , el primer satélite de Canadá, en un Thor-Agena-B.

## Versiones
Thor-Agena-A
- 16 se lanza entre el 21 de enero de 1959 y el 13 de septiembre de 1960.
- El satélite Discoverer 14 utilizado en el programa de satélites espías CORONA fue lanzado por un Thor-Agena-A. El 19 de agosto de 1960, un avión de recuperación Fairchild C-119 Flying Boxcar recuperó una película fotográfica utilizable del satélite. Esta fue la primera recuperación exitosa de película de un satélite en órbita y la primera recuperación en el aire de un objeto que regresaba de la órbita terrestre.[2]

Thor-Agena-B
- Primer lanzamiento exitoso: 12 de noviembre de 1960 con Discoverer 17 .
- Último lanzamiento: 15 de mayo de 1966 con Nimbus 2 .

Thor-Agena-D
- Primer lanzamiento: 28 de junio de 1962.
- Último lanzamiento: 17 de enero de 1968.